# Walter Flegel

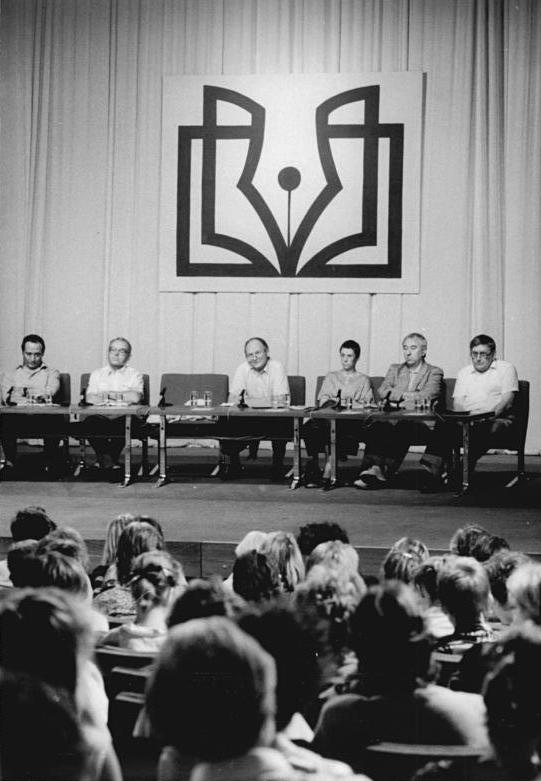
Walter Flegel (1. v. l.) bei einer Lesung des Schriftstellerverbandes der DDR anlässlich des 40. Jahrestages der DDR im Maxim-Gorki-Theater in Berlin, 21. September 1989

Walter Flegel (* 17. November 1934 in Freiburg in Schlesien, Landkreis Schweidnitz, Niederschlesien; † 14. Juni 2011 in Potsdam) war ein Berufsoffizier der Kasernierten Volkspolizei und der Nationalen Volksarmee (NVA), der auch als Schriftsteller tätig war. Parallel war Flegel jahrzehntelang für das Ministerium für Staatssicherheit unter dem Decknamen „Max Retlaff“ erfasst.

## Leben
Walter Flegel war der Sohn eines Zieglers. 1946 musste die Familie ihre schlesische Heimat verlassen und ließ sich in Stöhna bei Leipzig nieder. Walter Flegel besuchte die Oberschule in Markkleeberg. Nach der Reifeprüfung 1953 ging er zur Kasernierten Volkspolizei, besuchte von 1953 bis 1956 eine Offiziersschule in Dresden und war ab 1956 Artillerieoffizier der im Aufbau begriffenen Nationalen Volksarmee (NVA). 1957 gehörte er zu den Begründern des Zentralen Literaturzirkels der NVA; in den folgenden Jahren leitete er Zirkel schreibender NVA-Soldaten. Von 1960 bis 1963 studierte er am
Literaturinstitut "Johannes R. Becher" in Leipzig. Von 1963 bis 1973 leitete er das Bezirksklubhaus der NVA in Potsdam, von 1973 bis 1986 war er Mitarbeiter des Militärgeschichtlichen Instituts der DDR in Potsdam. 1986 schied er als Oberstleutnant aus der NVA aus und wurde freier Schriftsteller. Nach der Wende gründete er das Literatur-Kollegium Brandenburg in Potsdam und war zeitweise dessen Geschäftsführer.
Walter Flegel verfasste Romane, Erzählungen, Jugendbücher und Lyrik, wobei seine frühen Werke stark von seinen Erfahrungen als Berufsoffizier der NVA geprägt sind. Er arbeitete auch als Herausgeber, führte Lesungen und Literaturgespräche für Kinder aller Klassenstufen sowie für Erwachsene durch sowie betreute schreibende Schüler und Menschen mit Behinderungen und Senioren.
Walter Flegel war seit 1952 Mitglied der SED. Später war er auch Vorsitzender des Potsdamer Kulturbundes und Stadtverordneter ebendort. Seit 1968 gehörte er dem Schriftstellerverband der DDR an, später auch als Präsidiumsmitglied. Zuletzt war er Mitglied des Verbandes Deutscher Schriftsteller. Aufgrund seiner beruflichen Laufbahn als Offizier der NVA kam es unter den Schriftstellern zu einer eigenen Wahrnehmung seiner ideologisch geprägten Rolle.

## Ehrungen
- 1961 und 1966: Preis für künstlerisches Volksschaffen
- 1972: Theodor-Körner-Preis
- 1981: Nationalpreis der DDR für Kunst und Literatur 3. Klasse
- 1992: Ehm-Welk-Literaturpreis des Landkreises Uckermark
- 1996: Kinder- und Jugendliteraturpreis „Eberhard“ des Landkreises Barnim

## Werke
- Wenn die Haubitzen schießen, Berlin 1960
- In Bergheide und anderswo, Berlin 1966
- Der Regimentskommandeur, Berlin 1971
- Der Junge mit der Panzerhaube, Berlin 1972
- Draufgänger, Berlin 1975
- Ein Katzensprung, Berlin 1976
- Die Schärpe, Berlin 1976
- Es ist nicht weit nach Hause, Berlin 1978
- Pflaumenwege im September, Berlin 1978
- Es gibt kein Niemandsland, Berlin 1980
- Ansichten von Rügen, Berlin 1987
- Das einzige Leben, Berlin 1987
- Die Nacht in der Dörre, Berlin 1989
- Meine Reise an die Mosel, Bad Kreuznach 1993, ISBN 3-922929-44-3
- Inselzeit auf Rügen, Bad Kreuznach 1995
- Jagodas Heimkehr, Berlin 1996, ISBN 3-928999-63-X
- Darf ich Jule zu dir sagen?, Wilhelmshorst 1997, ISBN 3-931329-06-2
- Jule ist wieder da!, Wilhelmshorst 2001, ISBN 3-931329-26-7
- Unter der Schlinge, Berlin 2003, ISBN 3-933544-86-6
- Malvenweg, Berlin 2010, ISBN 978-3-89793-242-5

## Herausgeberschaft
- Immernoch, Potsdam 1995 (zusammen mit Hans Joachim Nauschütz)
- Vom Stand der Dinge, Potsdam 1996 (zusammen mit Hans Joachim Nauschütz)
- Dieser miese schöne Alltag, Potsdam 1998
- Ein Lächeln kommt mir entgegen, Magdeburg 2005, ISBN 3-938142-31-6

## Filmographie
Literarische Vorlage
- 1972: Der Regimentskommandeur – Regie: Lothar Bellag
- 1977: Ein Katzensprung – Regie: Claus Dobberke

Szenario
- 1982: Polizeiruf 110: Im Tal – Regie: Hans-Joachim Hildebrandt (TV)
- 1989: Zum Teufel mit Harbolla – Regie: Bodo Fürneisen